# Elvange
Elvange é uma comuna francesa na região administrativa de Grande Leste, no departamento de Mosela. Estende-se por uma área de 7,12 km². Em 2010 a comuna tinha 414 habitantes (densidade: 58,1 hab./km²).